# Proceleustis
Proceleustis är ett släkte av fjärilar. Proceleustis ingår i familjen plattmalar.
Kladogram enligt Catalogue of Life:
| Proceleustis | \| \| Proceleustis paraphracta \| \| \| \| \| \| Proceleustis plumbaria \| \| \| \| \| \| Proceleustis zelotypa \| \| \| \| |
|              | \| \| Proceleustis paraphracta \| \| \| \| \| \| Proceleustis plumbaria \| \| \| \| \| \| Proceleustis zelotypa \| \| \| \| |
|              | Proceleustis paraphracta |
|              | |
|              | Proceleustis plumbaria |
|              | |
|              | Proceleustis zelotypa |
|              | |